# Crataegus wootoniana
Crataegus wootoniana är en rosväxtart som beskrevs av Eggleston. Crataegus wootoniana ingår i Hagtornssläktet som ingår i familjen rosväxter. Inga underarter finns listade i Catalogue of Life.